# Zaletta elofa
Zaletta elofa är en insektsart som beskrevs av Webb 1983. Zaletta elofa ingår i släktet Zaletta och familjen dvärgstritar. Inga underarter finns listade i Catalogue of Life.